# Chiesa di San Bartolomeo (Campobasso)
La chiesa di San Bartolomeo è una delle più antiche testimonianze dell'arte romanica di Campobasso.

## Descrizione
La chiesa risale alla metà del XIII sec. e presenta una facciata a coronamento orizzontale, la cui parte centrale è rialzata rispetto a quelle laterali.
Lo pseudo-protiro che adorna il portale è l'elemento più evidente della facciata e presenta due arcate cieche divise da due colonne addossate alla parete. Di ispirazione pugliese, il protiro è molto schiacciato, quasi fosse non più che un altorilievo; all'interno del protiro è presente una lunetta suddivisa in due sezioni: la prima raffigura il Cristo Redentore benedicente "alla greca", l'altra è a sua volta divisa in otto figure trapezoidali che circondano i simboli dei quattro evangelisti e su ognuno dei quali vi è un dottore della Chiesa d'Oriente e Occidente contrapposti a due a due. Particolare è la mano rappresentata sulle teste di tali dottori a rappresentare l'Onnipotente.
L'interno della chiesa, come lascia intuire la stessa facciata, è diviso in tre navate da file di colonne prive di base e con capitelli geometrici unite tra loro da archi a tutto sesto.
Da notare è la presenza, in un edificio che rispecchia nella sua quasi totalità i canoni dell'arte romanica, di due portali gotici e di elementi appartenenti a differenti epoche, se non addirittura ad altri edifici. Tale "contaminazione" è dovuta molto probabilmente a lavori di restauro avvenuti in differenti periodi storici.
La chiesa ospita La Crocifissione, opera pittorica su tela di Paolo De Matteis, uno degli esponenti più rappresentativi del barocco napoletano. 
All'interno della chiesa è inoltre conservata la croce stazionaria in pietra, in origine collocata sul sagrato e risalente a un periodo tra il XIV e il XV secolo.

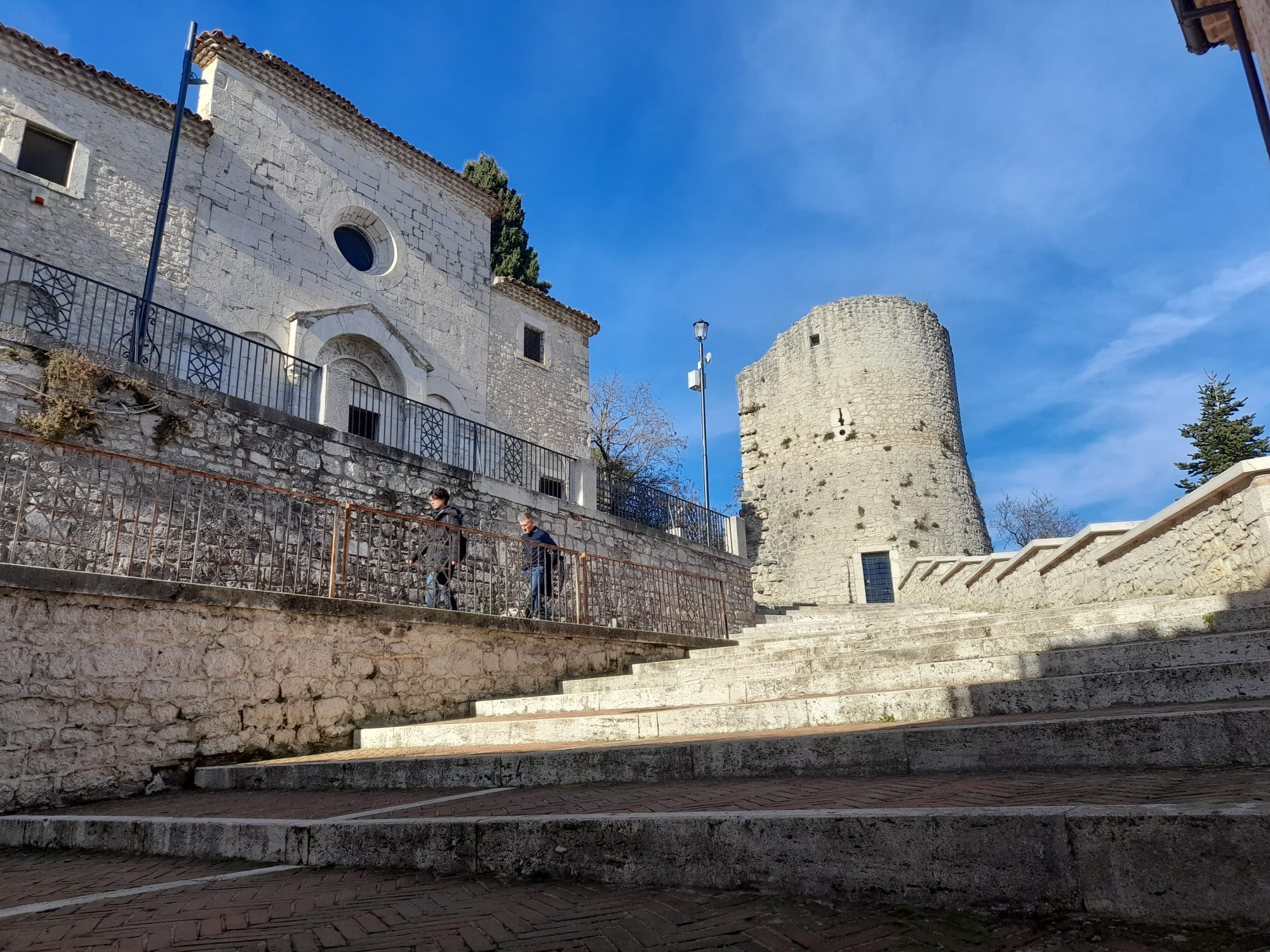

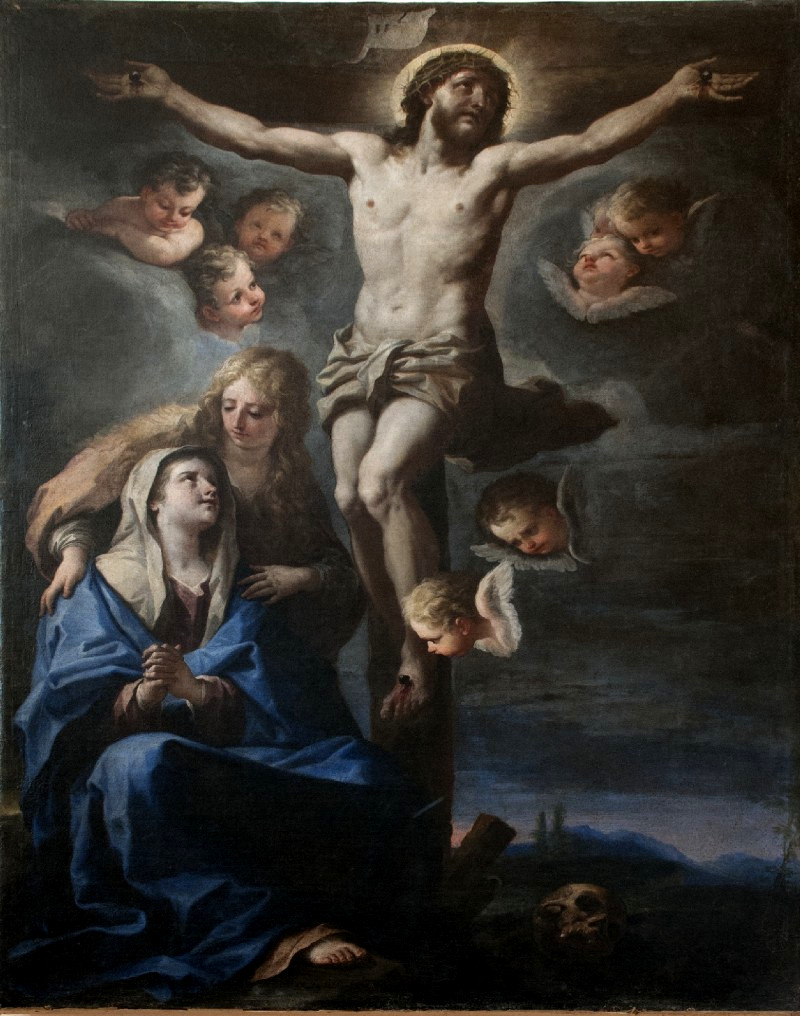

## Leggenda di Torre Terzano
La torre risale al XIII secolo, restaurata nel XV secolo dai Monforte. Faceva parte delle mura difensive, e si trova accanto alla chiesa. Una leggenda del XVI secolo vuole che in due famiglie rivali (Trinitari e Crociati), si amassero due giovani, figli delle rispettive: Delicata Civerra e Fonzo Mastrangelo. A causa dell'opposizione delle famiglie, Delicata fu rinchiusa nella Torre per non essere rapita dal fidanzato, e Fonzo così fu costretto a partire per il servizio militare. Delicata per la disperazione morì, e quando Fonzo tornò e seppe della notizia, si fece monaco.
La torre ha pianta circolare con pietra grezza di montagna, ed è monca dal lato interno le mura, perché appunto collegata a un'entrata del sistema difensivo, danneggiato nel terremoto del 1805, e poi smantellato.

## Galleria d'immagini

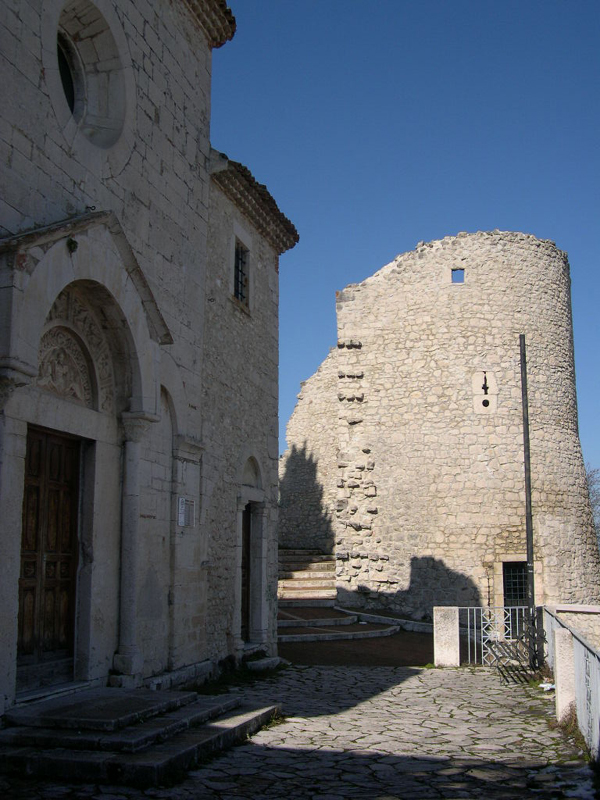

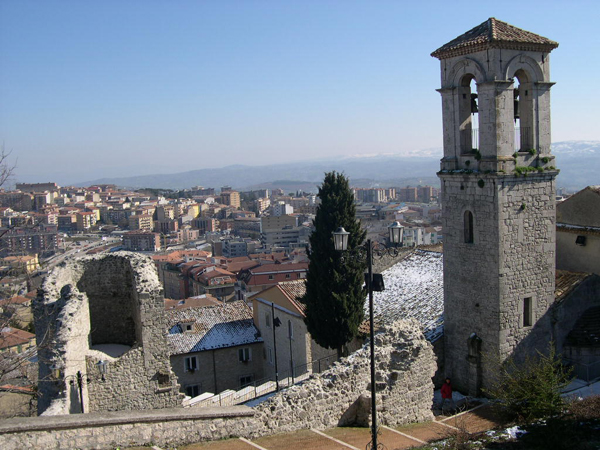